# Jacob Kaplan

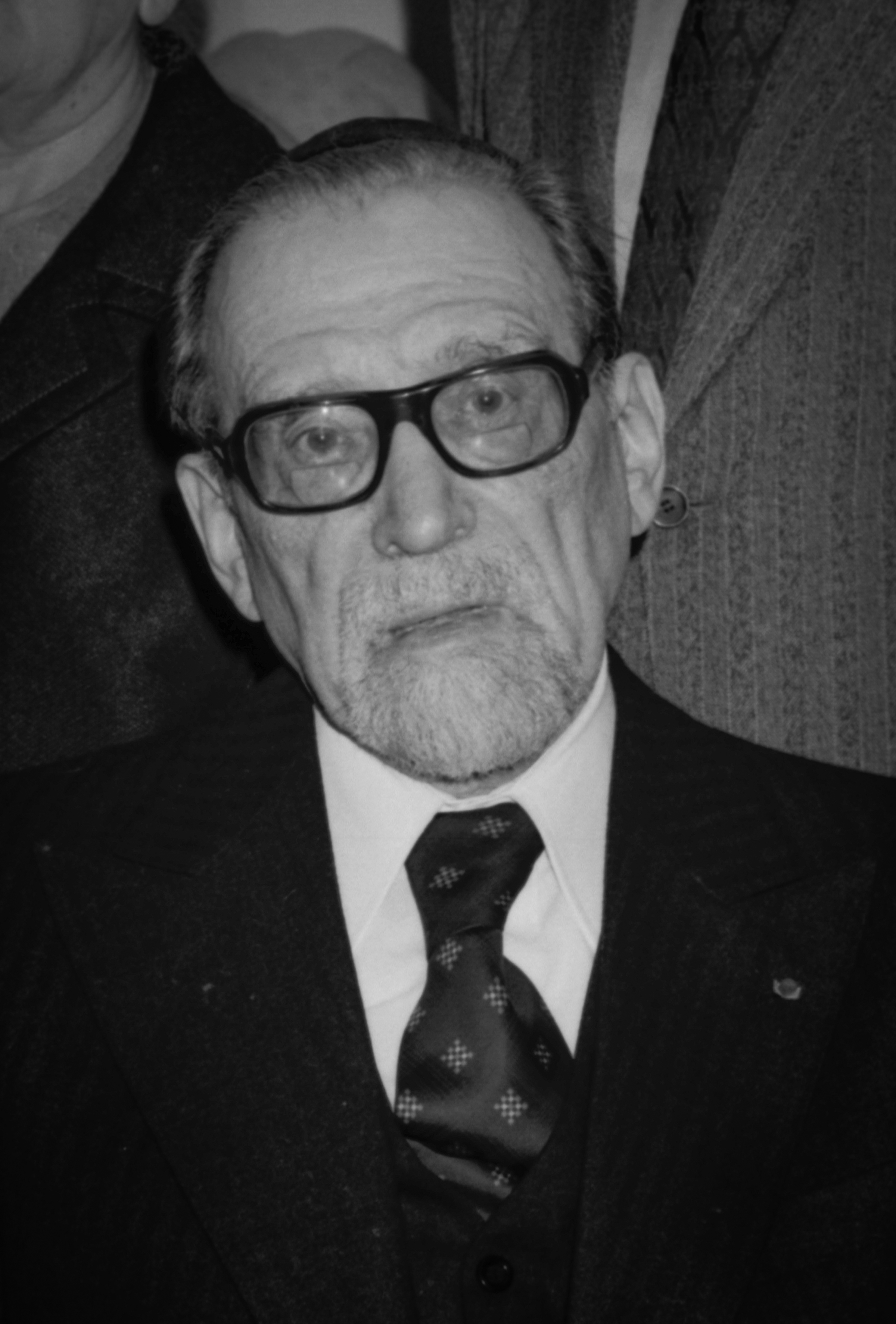
Jacob Kaplan (1978)

Jacob Kaplan (* 5. November 1895 in Paris; † 5. Dezember 1994 ebenda) war ein französischer Rabbiner und der Großrabbiner Frankreichs von 1955 bis zu seinem Rücktritt 1980.
Seine Familie stammte aus Litauen. Kaplan leistete Wehrdienst im Ersten Weltkrieg und erhielt das „Croix de guerre“ auch für seinen Einsatz vor Verdun. Er legte 1921 das Rabbinerexamen ab, war 1922–1928 Rabbiner in Mülhausen, 1928–1933 Rabbiner der Nazareth-Synagoge in Paris, von 1933 an der Grande Synagogue de la Victoire Paris. 1940 nahm er am Zweiten Weltkrieg als Soldat teil und erhielt eine Auszeichnung. Nach der deutschen Besetzung ging er nach Vichy und Lyon, die noch „frei“ waren. Sein Protest gegen die dortige Diskriminierung der Juden erregte großes Aufsehen. Er formulierte öffentlich: «le jour où la raison reprendra ses droits (et elle les reprendra sans aucun doute dans le pays de Descartes et de Bergson), l’antisémitisme, lui perdra les siens.» [Am Tag, wann die Vernunft ihre Rechte wiedererlangen wird (und sie wird sie ohne jeden Zweifel im Land von Descartes und Bergson wiedererlangen), wird der Antisemitismus seine an sie verlieren.] Er bat den Kardinal von Lyon Pierre Gerlier um Intervention für die Juden. Seit 1944 war er amtierender Großrabbiner Frankreichs als Nachfolger von Isaie Schwartz, seit 1950 Großrabbiner von Paris (Nachfolger von Julien Weill), von 1955 bis 1980 offizieller Großrabbiner von Frankreich.
1947 nahm er an der Konferenz von Seelisberg teil. Im Geist der christlich-jüdischen Versöhnung suchte er eine Lösung für die «Affäre Finaly», die wegen der Taufe zweier jüdischer Kinder während der Besatzungszeit aufgekommen war und Frankreich spaltete. Als Oberrabbiner besuchte er die jüdischen Gemeinden in Algerien und kümmerte sich um ihre Umsiedlung nach Frankreich. Seitdem überwiegt die sephardische Tradition im französischen Judentum. Sein Nachfolger René-Samuel Sirat war der erste Oberrabbiner Frankreichs, der aus Nordafrika stammt. Kaplans ausgleichende Haltung verband ihn mit Kardinal Jean Daniélou.
Er erhielt das Großkreuz der Ehrenlegion und wurde in die Académie des sciences morales et politiques aufgenommen.

## Schriften
- Les Temps d'épreuve, Les Éditions de Minuit, 1952
- Albin Michel (Hrsg.): Judaïsme français et sionisme, « Présence du Judaïsme », 1975
- Un enseignement de l'estime, Stock, 1982
- Le Vrai Visage du judaïsme, « Judaïsme-Israël », Stock 1987
- Albin-Michel (Hrsg.): Le Judaïsme dans la vie quotidienne, « Présence du Judaïsme », 1992
- Albin-Michel (Hrsg.): Le Talmud et ses maîtres, « Présence du Judaïsme », 1993